# Нисияма Онсэн Кэйункан
Нисияма Онсэн Кэйункан (яп. 西山温泉慶雲館 нисияма онсэн кэйункан) — отель на горячем источнике (онсэн) в городе Хаякава, префектура Яманаси, Япония. Основанный в 705 году нашей эры Махитой Фудзивара, это самый старый отель и одна из старейших и действующих компаний. В 2011 году отель официально был признан книгой рекордов Гиннеса как самый старый отель в мире. Более 1300 лет им непрерывно управляло 52 поколения одной семьи (включая усыновлённых наследников).
Кэйункан лежит у подножия гор Акаиси. Со времени основания в отеле вся горячая вода поставлялась непосредственно из местных источников Хакухо. Отель был отремонтирован лишь раз — в 1997 году — и имеет 37 номеров.